# Mitsubishi Ki-2
Mitsubishi Ki-2 (яп. 三菱 キ2, латиніз.: Kyūsan-shiki sōkei bakugekiki, Легкий армійський двомоторний бомбардувальник Тип 93) — серійний легкий бомбардувальник Імперської армії Японії 1930-х років.
Кодова назва союзників — «Луїза» (англ. Louise).

## Історія створення
В середині 1930-х років Імперська армія Японії зайнялась переозброєнням свого парку літаків. Поряд із важким бомбардувальником Mitsubishi Ki-1 був замовлений також легкий бомбардувальник.
Літак, що згодом отримав назву  Ki-2, був розроблений на базі німецького літака Junkers К 37. Це був тримісний низькоплан з двома радіальними двигунами Nakajima Kotobuki потужністю 570 к.с.
Літак мав шасі, що не складалось. У напівзакритій кабіні стрільця та надфюзеляжній точці було встановлено по одному 7,7-мм кулемету. Літак міг нести до 500 кг бомб.
Перший політ відбувся у травні 1933 року. У 1935 році літак був прийнятий на озброєння під назвою «Легкий армійський двомоторний бомбардувальник Тип 93» (або Ki-2-I). Максимальна швидкість літака становила 225 км/г, дальність польоту — 900 км. Літак міг нести до 500 кг бомб.
Після успішного застосування Ki-2-I в Китаї була випущена нова модифікація «Легкий армійський двомоторний бомбардувальник Тип 93-2» (або Ki-2-II). Цей варіант мав повністю закриту носову кулеметну турель з ручним керуванням, закриту кабіну пілотів, шасі, що складалось. Літак був оснащений двигуном На-8 потужністю 750 к.с. При цьому максимальна швидкість зросла до 283 км/г.

## Тактико-технічні характеристики (Ki-2-I)[1]

### Технічні характеристики
- Екіпаж: 3 чоловік
- Довжина: 12,60 м
- Висота: 4,63 м
- Розмах крила: 19,95 м
- Площа крила: 56,20 м²
- Маса порожнього: 2 800 кг
- Маса спорядженого: 4 500 кг
- Двигуни: 2 радіальні двигуни Nakajima Jupiter
- Потужність: 603 к. с. кожен

### Льотні характеристики
- Максимальна швидкість: 225 км/г
- Практична дальність: 900 км
- Практична стеля: 7 000 м

### Озброєння
- Кулеметне: 2×7,7 мм кулемети
- Бомбове до 500 кг бомб

## Модифікації
- Ki-2-I (Легкий армійський бомбардувальник Тип 93-1) — початковий варіант (126 екз.)
- Ki-2-II (Легкий армійський бомбардувальник Тип 93-2) — покращений варіант із закритою туреллю (61 екз.)[1]
- Mitsubishi Ohtori — цивільний варіант, розроблений для газети Асахі Сімбун (1 екз.)

## Історія використання
Літак Ki-2 виявився застарілим вже на момент вводу у стрій. Він успішно застосовувався в антипартизанській боротьбі в Маньчжурії та на початковому етапі японсько-китайської війни на півночі Китаю, де не зустрічав серйозного опору з боку противника.
Коли китайські ВПС почали отримувати нові винищувачі, Ki-2 почав зазнавати втрат і був замінений в бойових частинах новішими літаками, проте ще певний час використовувався як навчальний літак.
Для газети Асахі Сімбун був розроблений цивільний варіант літака, який отримав назву «Оторі» («Фенікс») та бортовий номер J-BAAE. Протягом 1936—1939 років цей літак здійснив ряд рекордних та агітаційних польотів. Так, у грудні 1936 року він пролетів 4 930 км з Татікави в Бангкок за 21 г 36 хв. На початку 1939 року цей літак здійснив політ уздовж всього кордону Китаю, пролетівши близько 9 300 км.